# Коннелл, Элизабет
Элизабет Коннелл (англ. Elizabeth Connell; 22 октября 1946, Порт-Элизабет — 18 февраля 2012, Лондон ) — британская оперная певица (сопрано).

## Биография
Родилась в Южной Африке в музыкальной семье. Окончила Университет Витватерсранда, в 1970 приехала в Лондон. Училась в Лондонском оперном центре. Дебютировала как меццо-сопрано на оперном фестивале в Вексфорде (Ирландия, 1972) в опере Яначека Катя Кабанова (Варвара), затем спела княжну Марью Болконскую в Войне и мире Прокофьева на сцене Сиднейского оперного театра (1973). В 1976 впервые выступила в Ковент-Гардене (Виклинда в опере Верди Ломбардцы), в 1980 — в Байрейте в опере Вагнера Лоэнгрин (Ортруда). С 1983 выступала как сопрано. Пела на сценах Европы, Азии, Африки, Австралии, США, Латинской Америки. Работала с такими дирижёрами, как Клаудио Аббадо, Пьер Булез, Карло Джулини, Рикардо Мути, Джузеппе Синополи, Вольфганг Заваллиш, Чарльз Маккерас, Колин Дэвис, Лорин Маазель, Джеймс Ливайн, Сэйдзи Одзава, Рикардо Шайи, Лотар Загрошек, Элиаху Инбал, Дэниел Хардинг и др.
В последний раз появилась на сцене в феврале 2011 года в Праге в опере Пуччини Турандот и в октябре 2011 года на оперном гала-фестивале в Бад-Урахе в операх Виндзорские насмешницы Николаи, Отелло и Макбет Верди.
Скончалась от рака лёгких.

## Репертуар
Наиболее известны её роли в операх Вагнера и Рихарда Штрауса. Также исполняла и записывала вокальные сочинения Бетховена, Шуберта, Мендельсона, Малера, Шёнберга, Бриттена и др.